# Diffusion Compton

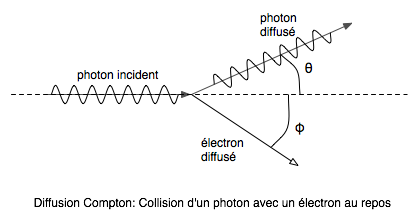
Schéma montrant la collision d'un photon sur un électron au repos. L'angle de diffusion du photon est, et celui de l'électron.

Diagramme de Feynman d'une diffusion Compton. La "collision" consiste en fait en une absorption et émission de photon.

En physique, la diffusion Compton (aussi appelée effet Compton) est une diffusion élastique (reposant sur la conservation de l'énergie cinétique globale du système étudié) lorsqu'on considère un électron libre, mais inélastique pour un électron lié.
Ce phénomène s'observe lorsqu'un photon incident entre en collision avec un électron libre (ou plus précisément avec un électron faiblement lié) d'un atome. Au cours de ce processus, l'électron est éjecté de l'atome, qui est donc ionisé, tandis qu'un photon est diffusé. Arthur Compton a, en 1923, observé l'allongement de la longueur d'onde du photon dans cette diffusion, effet auquel on a attribué son nom.
L'expérience de Compton devint l'ultime observation qui convainquit la plupart des physiciens que la lumière peut se comporter comme un faisceau de particules dont l'énergie est proportionnelle à la fréquence (ou inversement à la longueur d'onde). Cet effet est important en physique car il montre que la lumière ne peut pas être uniquement décrite comme une onde.

## Histoire de la découverte

### Carrière d'Arthur Compton

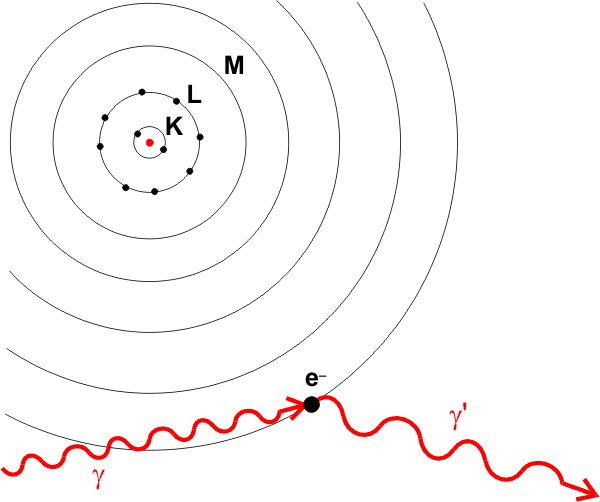
Diffusion Compton d'un photon sur un électron lié à un noyau.

C'est dans une atmosphère de très grand scepticisme au sujet de la théorie de la quantification de la lumière d'Albert Einstein qu'Arthur H. Compton commence ses travaux de thèse (Ph.D.) en 1912, thèse qu'il soutiendra à l'université de Princeton en juin 1916. Il passe l'année suivante (1916-1917) en tant que professeur de physique à l'université du Minnesota, puis devient ingénieur de recherche pour la compagnie des lampes Westinghouse durant 2 ans (1917-1919). Arthur Compton reçoit en 1919 une des premières bourses du conseil national de la recherche pour aller étudier en Grande-Bretagne à Cambridge, au sein du laboratoire Cavendish pour l'année universitaire 1919-1920. De retour aux États-Unis, il est nommé professeur de physique et directeur du département de physique de l'université Washington à Saint Louis, Missouri. Il y reste jusqu'en 1923, date de la publication de sa découverte de l'effet qui porte désormais son nom.

### Principe des premières expériences
Lorsque Compton commence ses recherches à l'université du Minnesota en 1916, l'électrodynamique classique est encore acceptée par une très grande majorité des physiciens. Compton voulait tester expérimentalement une ancienne théorie de Wilhelm Weber considérant l'atome comme l’ultime particule magnétique. Pour cette expérience, Compton fit réfléchir des rayons X sur un cristal de magnétite en ajoutant alternativement un champ magnétique extérieur. Il cherchait à observer un éventuel changement dans les figures de diffraction de Max von Laue, qui auraient dû apparaître du fait du mouvement des atomes de magnétite dans leur réseau cristallin. Malgré de nombreuses tentatives, Compton ne vit jamais de modification des figures de diffraction. Il passe alors les cinq années suivantes à essayer de comprendre comment les rayons X étaient diffusés lorsqu'ils traversent la matière.
Lorsqu'il rejoint la compagnie Westinghouse en 1917, ces résultats l'avaient déjà convaincu que ce n'était pas l'atome qui était la particule magnétique ultime mais bien l'électron. Durant sa période industrielle, Compton continue à travailler sur des sujets théoriques concernant la dimension de l'électron. Compton réfléchit à de nouvelles idées au laboratoire Cavendish, non seulement grâce aux critiques nombreuses de Rutherford, mais aussi grâce aux résultats expérimentaux qu'il a pu obtenir pendant son séjour.
Ses expériences les plus significatives sont semblables à celles que J. A. Gray a effectuées à Cavendish avant la Première Guerre mondiale. Elles consistaient à envoyer un faisceau de rayons gamma sur des feuilles minces de diverses substances telles que le fer, l'aluminium et la paraffine, en plaçant un écran d'abord dans le faisceau primaire puis dans le faisceau secondaire, pour observer s'il y avait des différences entre les rayons gamma dans les deux faisceaux.

### Observations
Compton constate qu'en effet des différences existent. Les rayons gamma secondaires ou diffusés sont plus intenses vers l'avant que vers l’arrière. En outre, ils sont « plus mous » ou d'une plus grande longueur d'onde que les rayons gamma primaires. Cette « dureté » ou longueur d'onde ne dépend pas de la nature du matériau diffuseur et elle devient « plus molle » (ou d'une plus grande longueur d'onde) lorsque l’angle de diffusion est plus grand.

### Hypothèse
Une nouvelle fois, Compton suppose que la longueur d'onde des rayons gamma ne peut pas être modifiée lors de la diffusion – conformément à la théorie classique de diffusion de Thomson. Il a donc recherché une nouvelle explication. Compton finit par conclure que les rayons gamma primaires excitaient l'émission d'un nouveau type de rayonnement gamma de fluorescence dans le matériau diffuseur - un nouveau type parce que la seule des quatre caractéristiques que ce rayonnement avait en commun avec le rayonnement de fluorescence classique était qu'il avait une plus grande longueur d'onde que le rayonnement primaire. Mais comment un type de rayonnement fluorescent si nouveau pouvait-il être excité dans le matériau diffuseur ?
Compton proposa un mécanisme spécifique : les rayons gamma primaires frappent les électrons dans le diffuseur, qu'il considère maintenant comme des oscillateurs électriques, et sont propulsés vers l’avant à des vitesses relativistes. Le rayonnement émis formerait un pic dans la direction vers l'avant, et lors de son observation perpendiculairement à la direction du mouvement, il subirait un décalage Doppler induisant une plus grande longueur d'onde que le rayonnement primaire. C’est ainsi que Compton expliqua les caractéristiques des rayons gamma diffusés qu'il avait observés.

### Nouvelle expérience spectrométrique
Lorsque Compton quitta le laboratoire de Cavendish à la fin de l'été 1920 pour prendre la charge de professeur à l'université Washington à Saint Louis, Missouri, il emporta avec lui un spectromètre de Bragg, dans le but de voir si les rayons X pourraient exciter le même nouveau type de rayonnement fluorescent - avec toutes ses caractéristiques peu communes qu'il avait observées pour les rayons gamma. Son plan était d'utiliser son spectromètre de Bragg non pas comme spectromètre, mais comme « sélecteur de longueur d'onde », c'est-à-dire pour produire un faisceau monochromatique de rayons X. En avril 1921 il obtint sa réponse : les rayons X monochromatiques excitaient en effet le même nouveau type de rayonnement fluorescent que les rayons gamma. En outre, comme il le découvrit bientôt avec Charles F. Hagenow, le nouveau rayonnement de fluorescence X est également polarisé – un nouveau comportement étonnant par rapport au rayonnement de fluorescence ordinaire.

### Interprétation de Gray
À l'automne 1921, Compton a une nouvelle surprise. J.A. Gray, maintenant à l'université McGill à Montréal mais qui travaillait temporairement dans le laboratoire de William H. Bragg à l'université de Londres, s’était également tourné vers des expériences de rayons X en 1920. Il avait envoyé des rayons X approximativement homogènes d'une raie de l’étain sur un écran en aluminium et avait également constaté que les rayons X secondaires étaient beaucoup plus « mous » que les primaires. Il expliqua cette observation en supposant que les rayons X primaires se composaient d’impulsions électromagnétiques interférant les unes avec les autres après avoir été diffusées, pour former des impulsions plus larges, c’est-à-dire plus « douces ». En même temps, Gray invoquait également que si ses rayons de X primaires étaient constitués non pas d’impulsions électromagnétiques mais d’ondes électromagnétiques véritablement monochromatiques, alors les rayons X secondaires ou diffusés auraient nécessairement la même longueur d'onde que les primaires - suivant encore la théorie classique de la diffusion de Thomson. En septembre 1921, S. J. Plimpton, qui travaillait également dans le laboratoire de Bragg à Londres, confirma l'interprétation de Gray. Plimpton montra qu'un faisceau homogène de rayons X, produits par réflexion à partir d'un cristal incurvé de mica, ne devenait pas plus « mou » une fois diffusé par de la paraffine ou de l'eau.

### Réaction à la théorie de Gray
L'interprétation de Gray et la confirmation de Plimpton troublèrent profondément Compton, parce qu'il avait conclu que quand un faisceau primaire homogène de rayons X traversait la matière, le secondaire ou les rayons X diffusés étaient en effet plus « mous » que les primaires, puisqu'ils étaient composés de son nouveau type de rayons X de fluorescence. Alors, Compton, immédiatement (en octobre 1921), effectua d'autres expériences et fut convaincu que Plimpton était dans l’erreur et que lui avait raison. Compton considéra son expérience comme cruciale – crucis experimentum, dans la terminologie vénérable de Newton - entre la sienne et les théories de Gray, n'ayant pas la moindre idée qu'une troisième théorie entièrement différente était alors possible.

### Changement du programme expérimental
Juste après avoir rapporté les résultats précédents, Compton fait le plus consécutif de tous les changements dans son programme expérimental. Il commence à utiliser son spectromètre de Bragg non plus comme « sélecteur de longueur d'onde » mais comme véritablement un spectromètre, c’est-à-dire qu’il commence à comparer le spectre du rayonnement secondaire et celui des rayons X primaires. Il utilise pour ses rayons X primaires la raie K du molybdène, dont la longueur d'onde est {\displaystyle \lambda =0{,}708} ångströms, qu’il envoie sur des diffuseurs de pyrex et de graphite. Il observe alors les rayons X secondaires à un angle de diffusion d’environ 90 degrés.

### Calculs à partir des résultats expérimentaux
Il publie ses résultats dans Physical Review au début de décembre 1921. Il ne montre pas les spectres obtenus dans cet article, mais ses cahiers d’expérience, retrouvés depuis, montrent que la raie du spectre secondaire est décalée légèrement vers la droite de celle du spectre primaire, ce que Compton n'a pas vu à ce moment. Son article stipule que la longueur d'onde du rayonnement secondaire est de 0,95 ångström, ou environ 35 % plus grande que celle du spectre primaire à 0,708 ångström. En d'autres termes, Compton considère que le spectre primaire est constitué des raies intenses à gauche – vu comme une raie simple à 0,708 Å - et que le spectre secondaire était les raies plus petites à droite - vu comme raie simple à 0,95 ångström. Le rapport mesuré des longueurs d’onde primaire/secondaire était alors {\displaystyle {\frac {\lambda }{\lambda '}}={\frac {0{,}708}{0{,}95}}=0{,}75}.
À partir de ces données, Compton explique cette grande variation dans la longueur d'onde en utilisant son hypothèse du rayonnement de fluorescence et interprète le grand décalage de longueur d'onde comme un effet Doppler. Ainsi, vu à un angle de 90°, le rapport des longueurs d’onde primaire/secondaire est donné près {\displaystyle {\frac {\lambda }{\lambda '}}=1-{\frac {v}{c}}}, où {\displaystyle v} est la vitesse des électrons-oscillateurs émettant les rayons X secondaires. Comment Compton a-t-il déterminé la vitesse {\displaystyle v} ? En appliquant la conservation d'énergie, c’est-à-dire en écrivant {\displaystyle {\frac {1}{2}}mv^{2}=h\nu }, ce qui conduit à l’expression :
{\displaystyle {\frac {\lambda }{\lambda '}}=1-{\frac {v}{c}}=1-{\sqrt {\frac {2h\nu }{mc^{2}}}}=1-0{,}26=0{,}74}
(avec {\displaystyle h\nu =0{,}017\,{\mathsf {MeV}}} et {\displaystyle mc^{2}=0{,}511\,{\mathsf {MeV}}}).
Difficile de souhaiter un meilleur accord entre la théorie et la mesure expérimentale de {\displaystyle {\frac {\lambda }{\lambda '}}}. Ceci est un très bel exemple historique d'une théorie fausse confirmée par des résultats expérimentaux douteux.

### Nouvelles données expérimentales
Lorsqu’en octobre 1922 Compton publie un article pour le Conseil national de la recherche, il se rend compte qu’il avait mal lu ses résultats expérimentaux. Il se rend compte que le décalage en longueur d’onde entre le rayonnement primaire et le rayonnement secondaire n’était pas de 35 %, mais seulement de quelques pourcents : en réalité {\displaystyle {\frac {\lambda }{\lambda '}}={\frac {0{,}708}{0{,}730}}=0{,}969}, et non 0,75. Une fois encore Compton interprète cela à l’aide de sa théorie du rayonnement de fluorescence associé à un effet Doppler, mais désormais en considérant que la vitesse des électrons-oscillateurs était déterminée par la conservation de l'impulsion. En utilisant l’expression {\displaystyle {\frac {h}{\lambda }}=mv}, il arriva à :
{\displaystyle {\frac {\lambda }{\lambda '}}=1-{\frac {v}{c}}=1-{\frac {h}{mc\lambda }}}
Cette fois, c'est un bel exemple d'une théorie fausse mais confirmée par des données expérimentales correctes.

### Traitement global des résultats
Dans le mois qui suit, Compton mit tous ses résultats ensemble, utilise ensemble la conservation de l'énergie et la conservation de la quantité de mouvement, utilise l’expression relativiste exacte pour l'impulsion de l’électron et en déduit la désormais célèbre formule du décalage en longueur d’onde apparaissant lors d’une diffusion de rayons X :
{\displaystyle \Delta \lambda =\lambda '-\lambda =\left({\frac {h}{m_{e}c}}\right)(1-\cos \theta )}
En posant que la constante  {\displaystyle \left({\frac {h}{m_{e}c}}\right)=\lambda _{c}} appelée longueur d'onde de Compton, nous pouvons écrire :
{\displaystyle \Delta \lambda =\lambda '-\lambda =\lambda _{c}(1-\cos \theta )}
À un angle de 90°, le décalage obtenu serait ainsi de 0,024 Å, ce qu’il compare avec son résultat expérimental (correctement lu) de l’ordre de 0,022 Å.

### Déductions théoriques
Il n’y avait plus aucun besoin d’invoquer un rayonnement de fluorescence associé à un effet Doppler. Pour expliquer le changement de longueur d’onde observé, il suffisait de considérer qu’un quantum de lumière d’énergie {\displaystyle h\nu } et d’impulsion {\displaystyle {\frac {h\nu }{c}}} entrait en collision avec un électron libre à la manière d’une boule de billard et le projetait vers l’avant avec une vitesse relativiste.
Compton expliqua son nouveau calcul tout d’abord à ses étudiants de l’université Washington en novembre 1922, puis lors d’une rencontre de l’American Physical Society à Chicago le 2 décembre 1922. Il soumit sa théorie quantique de la diffusion à la Physical Review le 10 décembre 1922 ; cet article parut en mai 1923. Arthur Holly Compton avait découvert l’effet Compton.

## Principe théorique

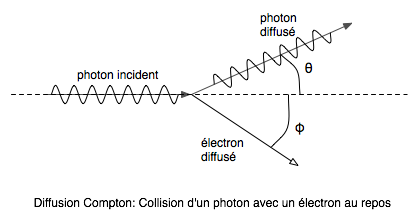
Collision d'un photon sur un électron au repos. Angles de diffusion: pour le photon et pour l'électron, mesurés par rapport à la direction du photon incident.

Considérons un photon venant de la gauche (voir figure) et se dirigeant vers la droite avec une impulsion {\displaystyle {\vec {p_{1}}}} et une énergie {\displaystyle E=p_{1}c}. Le photon est diffusé par un électron au repos d'énergie initiale {\displaystyle m_{e}c^{2}}. Le photon est diffusé dans une direction faisant un angle {\displaystyle \theta } par rapport à la direction d'origine. L'électron prenant une direction {\displaystyle \phi }, l'impulsion du photon après diffusion sera {\displaystyle {\vec {p_{2}}}} et celle de l'électron {\displaystyle {\vec {p_{e}}}}.

### Variation de la longueur d'onde du photon incident
Pour connaître la variation de longueur d'onde du photon dû à la collision, on utilise la conservation de la quantité de mouvement et la conservation de l'énergie. La conservation de la quantité de mouvement s'écrit {\displaystyle {\vec {p_{1}}}-{\vec {p_{2}}}={\vec {p_{e}}}}, d'où en élevant au carré {\displaystyle p_{e}^{2}=p_{1}^{2}+p_{2}^{2}-2{\vec {p_{1}}}\cdot {\vec {p_{2}}}}, c'est-à-dire :
{\displaystyle p_{e}^{2}=p_{1}^{2}+p_{2}^{2}-2p_{1}p_{2}\cos \theta }
D'un autre côté, la conservation de l'énergie s'écrit, avec les expressions relativistes des énergies :
{\displaystyle \underbrace {p_{1}c} _{\gamma }+\underbrace {m_{e}c^{2}} _{e^{-}}=\underbrace {p_{2}c} _{\gamma }+\underbrace {\sqrt {p_{e}^{2}c^{2}+m_{e}^{2}c^{4}}} _{e^{-}}}
où {\displaystyle m_{e}} et {\displaystyle c} sont respectivement la masse de l'électron et la vitesse de la lumière. Le signe  {\displaystyle \gamma } est utilisé ici comme habituellement pour désigner le photon-lui-même. Ce qui donne une nouvelle expression de {\displaystyle p_{e}^{2}} :
{\displaystyle p_{e}^{2}=(p_{1}-p_{2})^{2}+2m_{e}c(p_{1}-p_{2})}
En identifiant les deux expressions de {\displaystyle {p_{e}}^{2}} il vient :
{\displaystyle p_{1}p_{2}\,(1-\cos \theta )=m_{e}\,c\,(p_{1}-p_{2})}
On introduit alors l'hypothèse quantique selon laquelle l'impulsion d'un photon est liée à sa longueur d'onde {\displaystyle \lambda } par {\displaystyle p=h/\lambda }, où {\displaystyle h} est la constante de Planck. Ainsi, l'équation précédente donne directement la variation de longueur d'onde du photon :
{\displaystyle \Delta \lambda =\lambda _{2}-\lambda _{1}={\frac {h}{m_{e}c}}(1-\cos \theta )}
De la même manière, en utilisant {\displaystyle \hbar =h/2\pi }, et l'identité trigonométrique {\displaystyle 1-\cos \theta =2\sin ^{2}(\theta /2)}, on peut écrire :
{\displaystyle \Delta \lambda ={\frac {4\pi \hbar }{m_{e}c}}\sin ^{2}{\theta  \over 2}}
Cette expression est identique à celle qui s'obtient par un calcul utilisant la mécanique quantique et les diagrammes de Feynman.
Le facteur {\displaystyle h/m_{e}c} porte le nom de longueur d'onde de Compton de l'électron. On le note {\displaystyle \lambda _{C}} , il vaut 0,024 Å.

### Variation de l'énergie du photon diffusé
La variation de longueur d'onde va de pair avec une variation d'énergie {\displaystyle \Delta E} donnée par le Postulat de Planck-Einstein :
{\displaystyle \Delta E=h\Delta \nu =hc\left({\frac {1}{\lambda +\Delta \lambda }}-{\frac {1}{\lambda }}\right)=-hc{\frac {\Delta \lambda }{\lambda (\lambda +\Delta \lambda )}}}.
Ainsi, si un photon incident possède une énergie {\displaystyle E_{0}}, alors l'énergie de ce photon après diffusion sur un électron de la matière aura l'énergie :
{\displaystyle E={\frac {E_{0}}{1+\alpha (1-\cos \theta )}}}
où {\displaystyle \alpha ={\frac {E_{0}}{m_{e}\,c^{2}}}} et {\displaystyle m_{e}\,c^{2}=0{,}511\,{\mathsf {MeV}}}.
L'énergie perdue par le photon est entièrement distribuée à l'électron sur lequel la diffusion s'est faite, l'électron acquiert ainsi l'énergie cinétique :
{\displaystyle T_{e}=E_{0}-E=E_{0}-{\frac {E_{0}}{1+\alpha (1-\cos \theta )}}}
Nous obtenons ainsi la relation suivante :
{\displaystyle T_{e}=E_{0}{\frac {\alpha (1-\cos \theta )}{1+\alpha (1-\cos \theta )}}}

### Distribution angulaire de la diffusion Compton
La diffusion Compton n'est pas isotrope, c'est-à-dire que la probabilité pour un photon d'être diffusé vers un certain angle solide {\displaystyle \mathrm {d} \Omega } n'est pas constante. En effet, bien que la probabilité de diffusion vers n'importe quel azimut {\displaystyle \chi } soit constante, la probabilité de diffusion vers l'angle polaire {\displaystyle \theta } est plus grande quand {\displaystyle \theta } est proche de 0, c'est-à-dire que le photon a plus de chance d'être diffusé vers l'avant.
La probabilité pour un photon d'énergie {\displaystyle E_{0}} d'être diffusé vers un angle {\displaystyle \theta } quelconque est donnée par la formule de Klein-Nishina :
{\displaystyle {\frac {\mathrm {d} \sigma _{KN}}{\mathrm {d} \Omega }}(\alpha ,\theta )={\frac {r_{0}^{2}}{2}}{\frac {1}{(1+\alpha (1-\cos {\theta }))^{2}}}\left(1+\cos ^{2}{\theta }+{\frac {\alpha ^{2}(1-\cos {\theta })^{2}}{1+\alpha (1-\cos {\theta })}}\right)}
où {\displaystyle r_{0}} est le rayon classique d'un électron ({\displaystyle r_{0}^{2}=7.940775\times 10^{-26}{\mathsf {cm}}^{2}}) et {\displaystyle \alpha ={\frac {E_{0}}{m_{e}\,c^{2}}}}.
Cette formule montre que la diffusion est symétrique à faible énergie.
Une autre forme plus facile à retenir de cette formule fait intervenir le rapport des énergies du photon avant et après collision :
{\displaystyle {\frac {\mathrm {d} \sigma _{KN}}{\mathrm {d} \Omega }}(\alpha ,\theta )={\frac {r_{0}^{2}}{2}}\epsilon ^{2}\left(\epsilon +{\frac {1}{\epsilon }}-\sin {}^{2}(\theta )\right)}
où {\displaystyle \epsilon ={\frac {E}{E_{0}}}}.
Ainsi la probabilité pour un photon d'énergie {\displaystyle E_{0}} de subir une diffusion Compton s'écrit :
{\displaystyle \sigma _{KN}=\int _{4\pi }{{\frac {\mathrm {d} \sigma _{KN}}{\mathrm {d} \Omega }}(\alpha ,\theta )\,\mathrm {d} \Omega }=\int _{0}^{\pi }{{\frac {\mathrm {d} \sigma _{KN}}{\mathrm {d} \Omega }}(\alpha ,\theta )\,2\pi \sin {\theta }\,\mathrm {d} \theta }}
Ce qui s'intègre en : 
{\displaystyle \sigma _{KN}=2\pi r_{0}^{2}\left({\frac {1+\alpha }{\alpha ^{3}}}\left({\frac {2\alpha (1+\alpha )}{1+2\alpha }}-\ln(1+2\alpha )\right)+{\frac {\ln(1+2\alpha )}{2\alpha }}-{\frac {1+3\alpha }{(1+2\alpha )^{2}}}\right)}
À partir de la formule de Klein-Nishina, il est aussi possible de calculer la probabilité qu'un photon diffusé le soit entre deux angles {\displaystyle \theta _{1}} et {\displaystyle \theta _{2}}. Calculons pour cela la probabilité de diffusion entre les angles polaires 0 et {\displaystyle \theta } :
{\displaystyle P(0\rightarrow \theta )={\frac {\int _{0}^{\theta }{{\frac {\mathrm {d} \sigma _{KN}}{\mathrm {d} \Omega }}\mathrm {d} \Omega }}{\int _{0}^{\pi }{{\frac {\mathrm {d} \sigma _{KN}}{\mathrm {d} \Omega }}\mathrm {d} \Omega }}}}
Ce qui s'intègre en :
{\displaystyle P(0\rightarrow \theta )=(2\alpha +1)^{2}{\frac {N}{2q^{3}D}}}
avec: 
{\displaystyle q=1+\alpha (1-\cos {\theta })}
{\displaystyle N=2q^{4}+\alpha {}q^{3}(\alpha +4)+2q^{3}(\alpha ^{2}-2\alpha -2)\ln {q}-2q^{2}(2\alpha +1)-q\alpha ^{2}}
{\displaystyle D=4\alpha (\alpha +1)^{2}(2\alpha +1)+(2\alpha +1)^{2}(\alpha ^{2}-2\alpha -2)\ln(2\alpha +1)-2\alpha ^{3}(3\alpha +1)}
La probabilité {\displaystyle P(\theta _{1}\rightarrow \theta _{2})} de diffusion entre les angles {\displaystyle \theta _{1}} et {\displaystyle \theta _{2}}, tels que {\displaystyle \theta _{2}>\theta _{1}} s'écrit alors :
{\displaystyle P(\theta _{1}\rightarrow \theta _{2})=P(0\rightarrow \theta _{2})-P(0\rightarrow \theta _{1})}

## Détection des photons diffusés
Supposons qu'un flux {\displaystyle \Phi } de photons d'énergie {\displaystyle E_{0}} frappe un petit échantillon de matière contenant {\displaystyle N_{e}} électrons. Supposons maintenant que l'on veuille détecter les photons diffusés sur les électrons de cet échantillon à l'aide d'un détecteur sphérique parfait dont l'angle solide apparent, vu de la source est {\displaystyle \Delta \Omega _{det}}.
Le nombre de photons par seconde détecté par le détecteur est :
{\displaystyle N_{det}=\int _{\Delta \Omega _{det}}{\Phi N_{e}{\frac {\mathrm {d} \sigma _{KN}}{\mathrm {d} \Omega }}\mathrm {d} \Omega _{det}}}
Si de plus le détecteur est assez éloigné de l'échantillon de matière (c'est-à-dire {\displaystyle \pi a^{2}<<R^{2}}, où {\displaystyle a} est le rayon du détecteur et {\displaystyle R} sa distance à l'échantillon), on peut considérer que le détecteur se trouve à l'angle polaire {\displaystyle \theta } et que {\displaystyle \Delta \Omega _{det}={\frac {\pi a^{2}}{R^{2}}}}.
Il détectera alors le nombre de photons par seconde suivant :
{\displaystyle N_{det}=\Phi N_{e}{\frac {\mathrm {d} \sigma _{KN}}{\mathrm {d} \Omega }}(\alpha ,\theta ){\frac {\pi a^{2}}{R^{2}}}}
et tous les photons détectés auront une énergie égale à (ou très proche de) :
{\displaystyle E={\frac {E_{0}}{1+\alpha (1-\cos \theta )}}}

### Relation entre l'angle θ de diffusion du photon et l'angle ø d'éjection de l'électron
Supposons que, dans le référentiel du laboratoire, le photon soit diffusé vers un angle {\displaystyle \theta }, alors l'angle d'éjection de l'électron, {\displaystyle \phi }, est donné par la relation suivante :
{\displaystyle {\frac {1}{\tan {\phi }}}=(1+\alpha )\tan {\frac {\theta }{2}}}
Ainsi si :
- {\displaystyle \theta =\pi }, alors {\displaystyle \phi =0}. Cela est facile à comprendre par analogie avec le billard : lorsque la boule blanche (photon) tape directement dans une autre boule (électron) de façon que la blanche revienne en arrière ({\displaystyle \theta =\pi }), alors l'autre boule va généralement vers l'avant ({\displaystyle \phi =0}) ;
- {\displaystyle \theta =0}, alors {\displaystyle \phi ={\frac {\pi }{2}}}. Ce cas est plus difficile à comprendre mais peut aussi être expliqué par une analogie avec le billard. Lorsqu'on fait taper la boule blanche (photon) dans une autre boule (électron) de façon que la blanche ne change presque pas de direction et continue tout droit ({\displaystyle \theta =0}), alors la boule blanche n'a fait qu'effleurer l'autre boule qui est déplacée perpendiculairement à la trajectoire de la blanche ({\displaystyle \phi ={\frac {\pi }{2}}}).

### Régimes Thomson et Klein-Nishina
Selon que le photon incident a une très grande énergie ou pas, on distingue deux « régimes » de la diffusion Compton : les régimes dits « Klein-Nishina » et « Thomson » (qui donne la diffusion Thomson). Par commodité, définissons l'énergie en unités naturelles, c'est-à-dire en unités de l'énergie au repos de l'électron : 
{\displaystyle \Sigma ={\frac {E}{m_{e}\,c^{2}}}}
où {\displaystyle m_{e}} et {\displaystyle c} sont la masse de l'électron et la vitesse de la lumière, et le dénominateur n'est rien d'autre que le fameux E=mc2. On peut donc réécrire la variation de longueur d'onde ci-dessus en variation d'énergie comme suit :
{\displaystyle {\frac {\Delta \Sigma }{\Sigma }}=-\Sigma '(1-\cos \theta )}
Pour des photons avec une très faible énergie, c'est-à-dire avec une énergie bien plus faible que l'énergie au repos de l'électron (511 keV), on a évidemment {\displaystyle \Sigma <<1}, et donc :
{\displaystyle {\frac {\Delta \Sigma }{\Sigma }}\rightarrow 0}
Ce qui signifie que si le photon a une très faible énergie face à l'électron au repos, sa longueur d'onde ne changera quasiment pas. Seule sa direction va changer. C'est ce qu'on appelle le régime Thomson. Dans ce cas, la diffusion Compton retombe sur le cas particulier de la diffusion Thomson.
Dans le cas contraire où le photon a une grande énergie face à l'électron au repos, {\displaystyle \Sigma >>1}, on obtient alors :
{\displaystyle {\frac {\Delta \Sigma }{\Sigma }}={\frac {\Sigma -\Sigma '}{\Sigma }}\rightarrow 1}
et donc :
{\displaystyle \Sigma '\approx {\frac {1}{1-\cos \theta }}\sim O(1)}
où le terme {\displaystyle O(1)} signifie « de l'ordre de 1 ». Dans ce cas, le photon incident a une très grande énergie, mais après la collision, il n'a essentiellement que l'énergie d'un électron au repos ({\displaystyle m_{e}\,c^{2}}). Il a donc perdu une grande partie de son énergie. On parle alors de perte « catastrophique », et ce régime est appelé « régime de Klein-Nishina ». Remarque : l'effet Compton n'est bien sûr pas limité au couple photon-électron. Toute particule chargée électriquement est susceptible d'y être soumise ; cependant, l'effet est plus spectaculaire pour l'électron, la variation de longueur d'onde étant inversement proportionnelle à la masse de la particule (l'électron est la plus légère des particules chargées de l'Univers « ordinaire »).

## Diffusion Compton inverse
La diffusion Compton inverse est la diffusion d'électrons sur des photons, leur transférant ainsi une grande partie de leur énergie. C'est un effet très important en astrophysique, et permet d'expliquer l'effet Sunyaev-Zel'dovich, en cosmologie.
Au niveau théorique la description de l'effet Compton inverse est semblable à celle explicitée plus haut. Il s'agit tout simplement d'un changement de repère. En se plaçant dans le référentiel propre de l'électron après la diffusion on s'aperçoit alors que la fréquence du photon est augmentée, aux dépens de l'énergie de l'électron incident. Ainsi la différence entre l'effet direct et l'effet inverse gît plutôt dans les conditions initiales : le premier se manifeste lors de la diffusion de photons sur des électrons pratiquement au repos (dans la matière), le second dans le freinage d'électrons rapides par des photons de plus ou moins basse énergie, présents dans le milieu interstellaire.